# Moussy-le-Vieux
Moussy-le-Vieux és un municipi francès, situat al departament de Sena i Marne i a la regió d'Illa de França. L'any 2007 tenia 1.085 habitants.
Forma part del cantó de Mitry-Mory, del districte de Meaux i de la Comunitat d'aglomeració Roissy Pays de France.

## Demografia

### Població
El 2007 la població de fet de Moussy-le-Vieux era de 1.085 persones. Hi havia 397 famílies, de les quals 100 eren unipersonals (52 homes vivint sols i 48 dones vivint soles), 88 parelles sense fills, 169 parelles amb fills i 40 famílies monoparentals amb fills.
La població ha evolucionat segons el següent gràfic:
Habitants censats

### Habitatges
El 2007 hi havia 418 habitatges, 409 eren l'habitatge principal de la família, 2 eren segones residències i 7 estaven desocupats. 307 eren cases i 104 eren apartaments. Dels 409 habitatges principals, 295 estaven ocupats pels seus propietaris, 104 estaven llogats i ocupats pels llogaters i 9 estaven cedits a títol gratuït; 32 tenien una cambra, 55 en tenien dues, 48 en tenien tres, 86 en tenien quatre i 187 en tenien cinc o més. 362 habitatges disposaven pel capbaix d'una plaça de pàrquing. A 198 habitatges hi havia un automòbil i a 193 n'hi havia dos o més.

### Piràmide de població
La piràmide de població per edats i sexe el 2009 era:
| Homes | Edats   | Dones |
| ----- | ------- | ----- |
| 0     | 95 o +  | 0     |
| 0     | 90 a 94 | 0     |
| 4     | 85 a 89 | 0     |
| 4     | 80 a 84 | 4     |
| 4     | 75 a 79 | 4     |
| 12    | 70 a 74 | 0     |
| 24    | 65 a 69 | 24    |
| 0     | 60 a 64 | 16    |
| 20    | 55 a 59 | 8     |
| 48    | 50 a 54 | 40    |
| 44    | 45 a 49 | 44    |
| 36    | 40 a 44 | 56    |
| 48    | 35 a 39 | 48    |
| 36    | 30 a 34 | 28    |
| 60    | 25 a 29 | 52    |
| 40    | 20 a 24 | 48    |
| 32    | 15 a 19 | 44    |
| 24    | 10 a 14 | 24    |
| 52    | 5 a 9   | 60    |
| 8     | 0 a 4   | 24    |

## Economia
El 2007 la població en edat de treballar era de 791 persones, 636 eren actives i 155 eren inactives. De les 636 persones actives 596 estaven ocupades (309 homes i 287 dones) i 40 estaven aturades (20 homes i 20 dones). De les 155 persones inactives 48 estaven jubilades, 72 estaven estudiant i 35 estaven classificades com a «altres inactius».

### Ingressos
El 2009 a Moussy-le-Vieux hi havia 384 unitats fiscals que integraven 1.018,5 persones, la mediana anual d'ingressos fiscals per persona era de 24.863 €.

### Activitats econòmiques
Dels 37 establiments que hi havia el 2007, 1 era d'una empresa alimentària, 2 d'empreses de fabricació d'altres productes industrials, 1 d'una empresa de construcció, 9 d'empreses de comerç i reparació d'automòbils, 7 d'empreses de transport, 6 d'empreses d'hostatgeria i restauració, 2 d'empreses d'informació i comunicació, 3 d'empreses de serveis i 6 d'empreses classificades com a «altres activitats de serveis».
Dels 4 establiments de servei als particulars que hi havia el 2009, 1 era un guixaire pintor, 2 restaurants i 1 saló de bellesa.
L'únic establiment comercial que hi havia el 2009 era una fleca.

## Equipaments sanitaris i escolars
El 2009 hi havia una escola elemental.

## Poblacions més properes
El següent diagrama mostra les poblacions més properes.